# Vieraea
Vieraea és un gènere monotípic de plantes fanerògames de la família de les Asteràcies. La seva única espècie és Vieraea laevigata i és endèmica de les Illes Canàries, trobant-se concretament a cingles de les mitjanies baixes del sector nord-oest de l'illa de Tenerife.
Es tracta d'un arbust de fins a un metre d'alçada, amb tiges grisenques. Les fulles, de fins a 5 cm, són carnoses, d'ovades a ovat-lanceolades, accentuadament dentades cap a la punta, de color verd clar o glauques. La inflorescència té de 5 a 10 capítols, de color groc i de 2 a 3 cm de diàmetre.

## Taxonomia
Vieraea laevigata va ser descrita per (Willd.) Webb ex Sch.Bip. i publicada a Histoire Naturelle des Îles Canaries 2: 226, t. 84. 1842.

### Etimologia
- Vieraea: gènere monotípic dedicat a José de Viera y Clavijo (1731-1813), religiós, poeta i historiador canari, autor d'"Historia de Canarias" i del "Diccionario de Historia Natural de las Islas Canarias".
- laevigata: epítet que prové del llatí laevigatus, que significa "llis", fent referència al caràcter glabre de les seves fulles.[3]

### Sinonímia
- Buphthalmum coriaceum Hort. ex Loudon
- Buphthalmum laevigatum Brouss. ex Willd.
- Donia canariensis Less.
- Jasonia laevigata (Willd.) DC.
- Vieria laevigata[4]